# Villa Fracanzan Piovene
Villa Fracanzan Piovene è una villa veneta della prima metà del Settecento, progettata dall'architetto Francesco Muttoni, fatta costruire dalla famiglia Fracanzan e di proprietà della famiglia Piovene, situata in via San Francesco 2 a Orgiano, in provincia di Vicenza. Vi ha sede il Museo della “Vita quotidiana e lavoro in villa”.

## Storia
Nel 1316, nel periodo di assoggettamento di Vicenza alla signoria Scaligera, la famiglia Fracanzan, proveniente da Città di Castello, acquistò in Orgiano terreni e fabbricati, che divennero in seguito il nucleo originario dell'attuale complesso. Nei secoli successivi, durante la dominazione della Repubblica di Venezia, la famiglia - iscritta al consiglio nobile di Vicenza - mantenne il suo ruolo politico ed economico in zona, contribuendo alle bonifiche dei terreni circostanti. Ben 14 membri di questa famiglia furono vicari civili di Orgiano.
All'inizio del 1700 la famiglia Fracanzan commissionò all'architetto Francesco Muttoni la costruzione della villa, l'ampliamento del giardino e dei fabbricati rurali, anche per consolidare il proprio prestigio e la propria immagine; nel 1710 iniziò la costruzione del complesso.
La villa fu sede di un importante salotto letterario e a lungo vi soggiornò Elisabetta Caminer Turra, prima donna giornalista dell'epoca, nota per le sue idee illuministiche. La villa fu occupata dalle truppe napoleoniche dopo la battaglia di Arcole, dai soldati austriaci nel 1866, dai comandi italiani nel 1918, dalla Wehrmacht nel 1945. 
Nel 1870 i beni dei Fracanzan furono rilevati dagli Orgian; nel 1877 la villa fu ereditata dalla contessa Elisa Piovene, sposata con Orazio Orgian, e poi, alla morte di lei, dal nipote Cesare Piovene e quindi, per successione, dalla famiglia Piovene.

## Descrizione
Il complesso, severo ma luminoso, è un tipico esempio delle ville venete che venivano costruite nel Settecento, per unire le esigenze della casa padronale di campagna a quelle di una prestigiosa residenza aristocratica estiva. La villa è contornata da uno dei più vasti parchi paesaggistici del Veneto. 
I progetti originari della villa e degli esterni si trovano a Washington alla Library of Congress e in archivi italiani. 

### Esterni
La parte superiore dell'edificio è in stile palladiano, quella inferiore presenta riferimenti al barocco. Notevole è l'abbaino, che sormonta il grandioso pronao composito della facciata.
Davanti a questa si apre un grandioso giardino formale con siepi di bosso e quattro monumentali tassi, il “brolo” con alberi da frutta e gli orti. Il viale che lo percorre, dopo aver sottopassato la strada principale, sbocca nel grande parco retrostante, dove si trovano un anfiteatro collinare, progettato da Muttoni per poter eseguire rappresentazioni all'aperto con la villa come scenario, insieme con il “serraglio” creato all'epoca per lasciarvi liberi gli animali, due peschiere lunghe più di cinquecento metri, prospettive, spazi naturali e coltivati. Nella parte collinare boschi, prati e zone umide offrono la possibilità di passeggiate in un ambiente di natura antropizzata ben conservato.
Sulla sinistra della villa si sviluppa un monumentale porticato a dodici archi con pilastri bugnati, la "barchessa", sotto la quale trovano posto l'esposizione di trattori agricoli storici, due vasti granai, la casa del contadino e il laboratorio del falegname. Confina con la barchessa un rustico, con il portale centrale che introduce all'ampia corte trecentesca interna, nucleo originario del complesso.

### Interni
La villa è incentrata attorno a due grandi saloni di rappresentanza, su cui si affacciano le sale del plebiscito e del biliardo con cimeli storici, le sale da pranzo e da gioco con piatti e servizi d'epoca. Le stanze sono arredate di opere pittoriche, mobili antichi, un grandioso lampadario a cristalli sfaccettati, costruito a Zurigo nel 1860.
La cucina è l'ambiente più caratteristico della villa; essa ha mantenuto l'arredamento originale del tempo in cui fu costruita. Famoso è il grande secchiaio, con l'acquaio in marmo rosso di Verona, alimentato da una fonte d'acqua potabile scavata nella collina, che durante l'invasione napoleonica venne smontato e seppellito per essere sottratto alle razzie. Le pareti della cucina sono interamente ricoperte da arredi e da centinaia di attrezzi in uso nel passato: leccarde, taglieri, mestoloni, forme e formine, paioli. Le lampade, i fili della luce e gli intonaci sono rimasti intatti, e anche le volte del soffitto mantengono ancora la originale coloritura affumicata.
Oltre alla caratteristica cucina, al piano terra vi è la sala delle colonne, con il pavimento in pietra di Grancona e le colonne in pietra toscana grigia, ormai introvabile; le lesene alla parete sono invece realizzate in pietra di Nanto.
Al piano nobile si trovano un grande salone, che dà su una loggia luminosa rivolta a sud verso il giardino, una sala di ritratti cinesi, due camere da letto con i baldacchini, la camera napoleonica, i vecchi bagni e la stireria.
Dal granaio, posto nell'attico al terzo piano, la vista spazia sulla campagna antistante e sulle colline che fanno da cornice alla villa.

## Museo della “Vita quotidiana e lavoro in villa”
È costituito dall'insieme degli ambienti rurali, dei loro arredi e degli attrezzi agricoli ancora presenti nel complesso.
All'interno della barchessa, nei locali della vecchia falegnameria sono esposti tutti gli strumenti in uso nei tempi passati: pialle, seghe, sgorbie, calibri, succhielli.
L'abitazione del gastaldo con cucina, camera da letto e del telaio, cantina e locale per il bucato, testimonia la vita contadina nelle aziende agricole della campagna veneta.
Nei granai sono raccolte numerose macchine e attrezzi dell'Ottocento. Sotto il porticato una collezione dei primi motori agricoli e di trattori riflette il cambiamento nella lavorazione dei campi negli ultimi cento anni, a seguito del “progresso” e della meccanizzazione.

## Filmografia
La villa è stata utilizzata come location del film di Dino Risi La moglie del prete con Marcello Mastroianni e Sophia Loren: era il seminario presso il quale il protagonista si reca per cercare di risolvere la crisi interiore.